# Skalny Mur (Góry Złote)
Skalny Mur (niem. Felsenwand, 265 m n.p.m.) – skała położona w południowo-zachodniej Polsce w Górach Złotych (Sudety).
Skała o wysokości kilku do kilkudziesięciu metrów w grupie gnejsowych skał Trojaka (niem. Dreiecker) w pobliżu uzdrowiska Lądek-Zdrój i miejscowości Stójków  na terenie Śnieżnickiego Parku Krajobrazowego.

## Grupa skał Trojaka
- Trojan
- Szyb
- Skalny Mur
- Trzy Baszty
- Skalna Brama
- Samotnik położony  dalej,

## Szlaki turystyczne
- niebieski międzynarodowy szlak E3 Lądek-Zdrój - Stary Gierałtów

Na przełęczy Kobyliczne Siodło znajduje się Rozdroże Zamkowe, przez które przebiegają szlaki:
- Zielony Przełęcz Lądecka - Przełęcz Gierałtowska
- czerwona ścieżka krajoznawcza zataczająca pętlę: Lądek-Zdrój - zamek Karpień - Stołowe Skały - Stójków - Lądek-Zdrój.